# Гробіня
Гро́біня (латис. Grobiņa) — місто в Латвії, Курляндія, Гробіньський край. Крайовий центр. Розташоване на заході країни, на річці Аланде, за 12 км від Лієпаї та 211 км від Риги. Найстаріше історичне поселення на території Латвії. Вперше згадується під 854 роком у праці святого Рімберта. Розвинулося на базі Гробінського замку Лівонського ордену ХІІІ ст. Було одним із важливих міст герцогства Курляндії та Семигалії, центром Гробінського гауптманства. Сплюндроване шведами під час Північної війни (1659), але відновлене герцогом Яковом. Отримало статус міста в 1695 році від герцога Фрідріха-Казимира. Населення — 3977 осіб (2016).

## Назва
- Гро́біня (латис. Grobiņa;  вимова) — сучасна латиська назва. Походить від курш. gruobīns, «грабовий ліс».
- Гро́бін (нім. Grobin, рос. Гробинъ) — стара німецька назва; використовувалася в часи Курляндсько-Семигальського герцогства та Російської імперії.
- Гру́бін (нім. Grubin) — альтернативна німецька назва[2].
- Себорг (швед. Söborg) — шведська назва. Походить від назви лат. Seeburg, найдавнішої згадки Гробіні під 854 роком у хроніці Рімберта.

## Географія
Гробіня розташована на заході Латвії, в Курляндії, на річці Аланде, 11 км на схід від Лієпаї.

## Історія
- Протягом Раннього Середньовіччя, місто Гробіня (або Grobin) було найголовнішим політичним центром на території Латвії. Було центром поселення вікінгів на Балтійському морі.

- у 1561 – 1795 роках Гробін був центром Гробінської парафії Герцогства Курляндії і Семигалії. Він було адміністративним центром парафії та Гробінського гауптманства.

- 1659 року, в ході польсько-шведської війни, Гробін здобули шведські війська й сплюндрували місто.
- 1660 року, за умовами Олівського миру, Гробін повернули герцогу Якову Кеттлеру, який відбудував містечко й околиці.
- 14 лютого 1695 року курляндсько-семигальський герцог Фрідріх-Казимир Кеттлер, син Якова, надав Гробіну статус міста, а 2 травня 1697 року — герб із журавлем.
- На карті 1770 року Гробін позначений як мале місто[2].

- Курляндська губернія

- 2009 року Гробіня стала адміністративним центром новоутвореного Гробіньського краю.

### Монографії
- Arbusov, Leonid. Grundriss der Geschichte Liv-, Est- und Kurlands. — Riga: Jonck und Poliewsky, 1918.
- Nerman, Birger. Grobin-Seeburg. Ausgrabungen und Funde. Stockholm 1958

### Довідники
- Baltisches historisches Ortslexikon, Teil 2: Lettland (Südlivland und Kurland). Köln: Böhlau, 1990, S. 200–201.
- Latvijas Pagasti, Enciklopēdija. Riga: Preses Nams, 2002.